# 缪向水
缪向水，华中科技大学集成电路学院院长、武汉国际微电子学院院长、教授，主要从事信息存储材料及器件等方面的研究工作。入选中华人民共和国教育部第八批"长江学者"特聘教授。